# Avni Rustemi

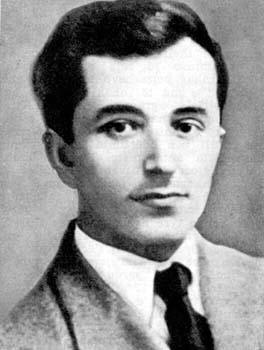
Avni Rustemi (1924)

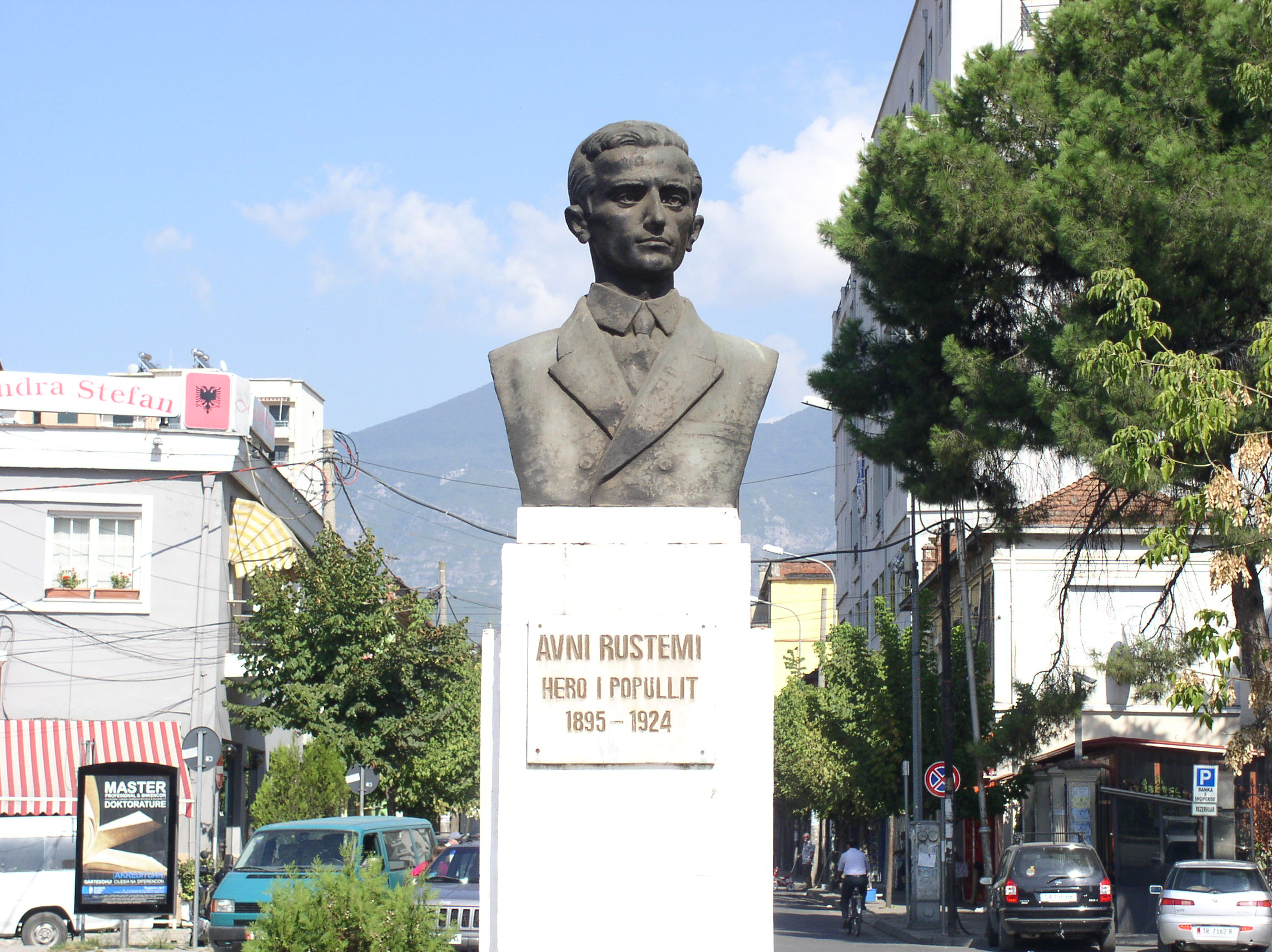
Büste auf dem nach ihm benannten Platz in Tirana

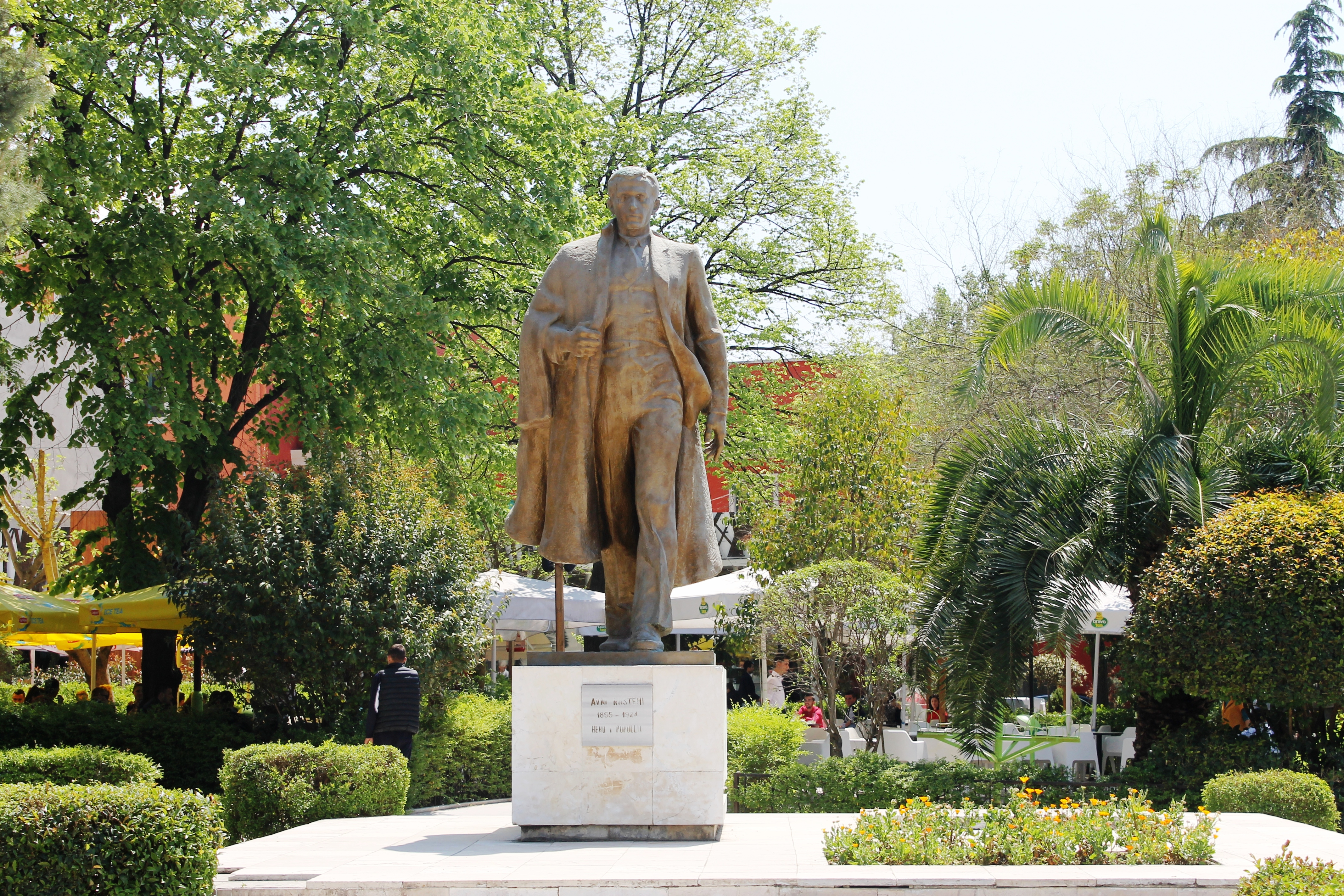
Statue in Vlora

Avni Rustemi (* 26. September 1895 in Libohova; † 22. April 1924 in Tirana) war ein albanischer Pädagoge, der zuerst als Attentäter, dann als Politiker berühmt wurde. Seine Ermordung löste in Albanien Aufstände aus, die zu einem Umsturz, der Junirevolution, führten.

## Leben und politische Betätigung
Nach dem Besuch verschiedener Schulen im Gebiet Albaniens, das bis 1912 zum Osmanischen Reich gehörte, studierte Rustemi Pädagogik, unter anderem in Rom. Nach dem Ersten Weltkrieg kehrte er zunächst nach Albanien zurück.
Weite Teile seines Landes waren damals von griechischen, jugoslawischen und italienischen Truppen besetzt, und die im Januar 1920 auf dem Kongress von Lushnja gebildete Regierung musste um die Anerkennung ihres Landes auf der Pariser Friedenskonferenz kämpfen. Zur Unterstützung des albanischen Unabhängigkeitskampfes bildeten sich in verschiedenen Städten patriotische Gesellschaften, die meist aus jüngeren Bürgerlichen bestanden und durch kulturelle Arbeit die Grundlage für ein albanisches Nationalbewusstsein schaffen wollten. Aus ihren Kreisen kam auch zum ersten Mal die Forderung nach Gleichberechtigung der albanischen Frauen. Rustemi soll sich 1918 in Vlora einer dieser Gesellschaften (Djalëria e Vlorës) angeschlossen haben.
Die Bemühungen Albaniens um Anerkennung wurden durch Essad Pascha verhindert, der sich auf der Pariser Konferenz als Vertreter Albaniens ausgab und im Land Truppen unterstützte, die loyal zu ihm waren. Am 13. Juni 1920 erschoss Rustemi Essad vor seinem Pariser Hotel und stellte sich anschließend der Polizei. Diese Tat machte ihn schlagartig populär. Zahlreiche Gemeindeverwaltungen, patriotische Vereinigungen und politische Versammlungen Albaniens richteten Petitionen an französische Behörden und Politiker mit der Bitte, Rustemi freizulassen. Während seines Prozesses, der am 30. November und 1. Dezember 1920 in Paris stattfand, behauptete er, Essad Pascha wegen seiner zahllosen Verbrechen gegen Albanien im Affekt erschossen zu haben. Das Gericht, das nach eigenen Angaben keine Kenntnis von den Vorgängen in Albanien hatte, sprach ihn frei. Rustemi kehrte als Nationalheld in sein Heimatland zurück, das inzwischen mit der Aufnahme in den Völkerbund international anerkannt war.
Rustemi bemühte sich nun um den Zusammenschluss der patriotischen Gesellschaften zu einem Dachverband. Dieser wurde mit dem Namen Federata Atdheu (Vaterland) im April 1921 in Vlora gegründet; Rustemi erhielt den Ehrenvorsitz. In seinem Programm sagte der Verband schädlichen, veralteten Traditionen den Kampf an – er wollte Bildungs- und Kultureinrichtungen gründen, eine Zeitschrift herausgeben und das Gesundheitswesen fördern. Gesellschaften zur wirtschaftlichen Entwicklung des Landes sollten vom Verband unterstützt werden, der eine Agrarbank für die Bauern forderte. Die Mitglieder verpflichteten sich zu strikter Gewaltfreiheit, politische Stellungnahmen wollte der Verein nicht abgeben. Seine Mitglieder gehörten überwiegend zum Bürgertum Mittel- und Südalbaniens. Rustemi wurde aufgrund seines Ansehens Ende 1921 in eine dreiköpfige Kommission berufen, die eine Regierungskrise lösen sollte, aber scheiterte. Ein Jahr später löste die von Innenminister Ahmet Zogu dominierte Nachfolgeregierung die Vereinigung auf. Als Nachfolgeorganisation gründete Rustemi daraufhin im Oktober 1922 die Vereinigung Bashkimi (Union). Ende 1923 wurde er als Vertreter der Präfektur Kosova in das neue albanische Parlament gewählt. Dort kam es im Februar 1924 zu einem heftigen Wortwechsel über Gedenkminuten für ausländische Staatsoberhäupter. Rustemi setzte sich dafür ein, neben Woodrow Wilson auch Wladimir Iljitsch Lenin einzubeziehen, weil dieser mit der Veröffentlichung des Londoner Geheimabkommens eine Aufteilung Albaniens verhindert habe. Er distanzierte sich aber vom Kommunismus.

## Attentat auf Essad Pascha Toptani
Am 21. Mai 1920 reiste Avni Rustemi nach Rom und von dort aus weiter nach Paris. Drei Wochen später, am 13. Juni 1920, schoss er zwei Mal in den Rücken von Essad Pasha Toptani, während Toptani gerade ein Restaurant verließ. Rustemi wurde von Fußgängern und vom Hotel-Personal festgehalten, bis die Polizei ihn festnehmen konnte.

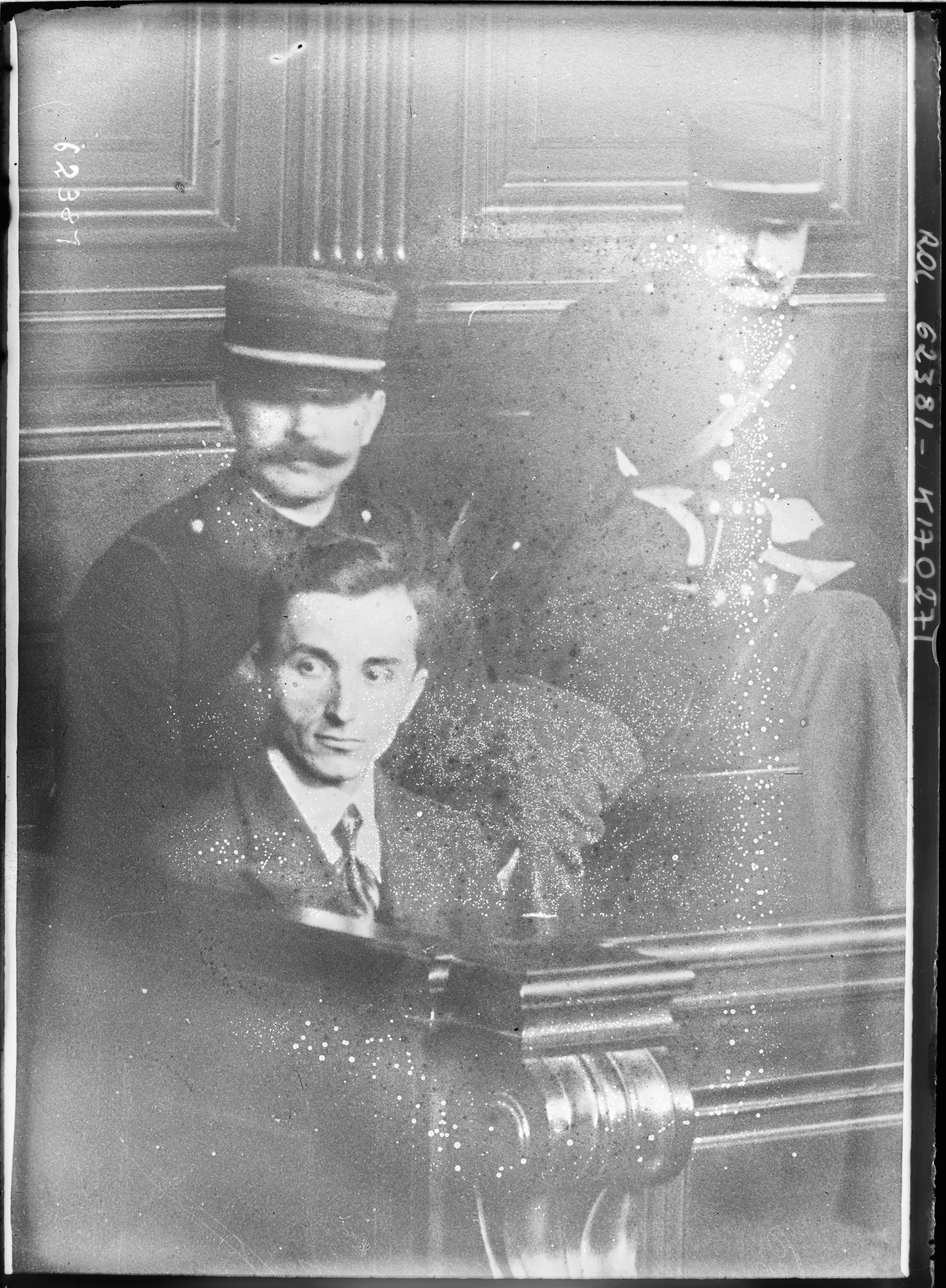
Rustemi am 29. November 1920 vor Gericht in Paris

Avni Rustemi wurde am 2. Dezember in Frankreich freigesprochen und reiste wieder zurück nach Rom.
Albanische Historiker geben patriotische Motivgründe für den Mord. Die Tat machte Rustemi in Albanien sehr populär, denn viele Albaner betrachteten die Kooperation Essad Paschas mit den Montenegrinern, türkischen Osmanen und Serben als Verrat an. Historisch betrachtet, war es ein Signal für eine Revolution der Bürger und Bauern, gegen die feudalen Traditionen von Albanien und eine Brücke in die darauf folgende demokratische Reformregierung Fan Nolis, in der Junirevolution 1924.

## Attentat auf Avni Rustemi
Am 20. April, 1924 wurde er in der Durres Straße in Tirana von Jusuf Reçi, einem Agenten von Ahmet Zogu, angeschossen und starb zwei Tage später an seinen Wunden. Seine Beerdigung in Vlora am 30. April wurde von zahlreichen Menschen besucht.